# Пухова-Гура
Пухова-Гура (пол. Puchowa Góra) — село в Польщі, у гміні Яблонь Парчівського повіту Люблінського воєводства. Населення — 83 особи (2011).
У 1975—1998 роках село належало до Білопідляського воєводства.

## Демографія
Демографічна структура станом на 31 березня 2011 року:
|          | Загалом | Допрацездатний вік | Працездатний вік | Постпрацездатний вік |
| -------- | ------- | ------------------ | ---------------- | -------------------- |
| Чоловіки | 41      | 10                 | 26               | 5                    |
| Жінки    | 42      | 12                 | 20               | 10                   |
| Разом    | 83      | 22                 | 46               | 15                   |